# Jeanne Kesseler
Jeanne Kesseler, née le 6 juin 1891 à Arlon et morte le 23 juillet 1977, est une féministe belge, préfète au lycée Émile Jacqmain.

## Biographie
Fille de Jean-Pierre Kesseler et d'Anne-Marie-Thérèse Kurbon, elle naît le 6 juin 1891 sous le nom de Jeanne-Thérèse Kesseler. Son père est professeur à l'athénée royale d'Arlon et sa mère est sans emploi.

### Début de sa carrière
À l'âge de 31 ans, elle entre en fonction en tant que professeur de langues germaniques le 1er octobre 1922, dès l'ouverture du Lycée Émile Jacqmain. Jeanne Kesseler y enseigne les langues anciennes et modernes, et également l'histoire et la géographie.
Par la suite, elle sera promue au titre de préfète le 3 janvier 1933. Par sa détermination et par ses méthodes, l'enseignante apportera une certaine réputation et du prestige à l'établissement, tel que le fondateur lui-même, Émile Jacqmain, l'aurait souhaité.
L'établissement scolaire bruxellois accueille exclusivement des filles. Jeanne Kesseler contribue à l'émancipation intellectuelle et sociale de la femme à travers son travail auprès des jeunes filles. 
Professeur, elle a le souci de les instruire mais aussi de former leurs jugements et leurs caractères, ceci en éveillant leurs curiosités intellectuelles. Elle préfère leur apporter un raisonnement au lieu de leur fournir un enseignement purement théorique. Son but à elle est de les éduquer afin de développer en elles un esprit critique, ainsi que des opinions sur le monde. 
C'est cette valeur éducative que prônent les professeurs du lycée, y compris Jeanne : un enseignement qui a la possibilité de façonner le jugement et le caractère des élèves.

### Pendant la Seconde guerre mondiale (1940-1945)
Mlle Kesseler marque les esprits pendant cette période de tensions. Elle participe à l'élaboration d'un programme de cours complet. Par ses actions, les professeurs du lycée multiplient les activités distrayantes et inhabituelles pour leurs élèves en ce temps de guerre. Grâce à la préfète, sont organisés excursions géographiques et biologiques, randonnées à bicyclette, visites de musée et pièces de théâtre. Mlle Kesseler contribue également à la mise en place d'une cantine scolaire où des vivres et des vêtements, ainsi que des jouets sont offerts aux personnes dans le besoin. 
Durant cette période, le lycée et ses élèves ont apporté un soutien moral à un soldat anglais blessé et qui fut soigné à l'Institut Eastman situé à Bruxelles.
Mlle Kesseler s'oppose durant toute l'occupation allemande à ce que sa collègue juive Madeleine Sulzberger, professeur de langues anciennes, porte l'étoile jaune imposée par l'occupant. Madame Sulzberger continuera à donner ses leçons à domicile, mais elle est finalement arrêtée et déportée à Auschwitz dont elle ne reviendra jamais.

### L'après guerre
En 1947, dans le discours de célébration du 25e anniversaire du Lycée Emile Jacqmain, Robert Catteau prononce quelques mots en l'honneur de la préfète et du Lycée :  

« Il y règne un climat fait de la confiance, de la loyauté, d’entraide, à l’image du caractère de la préfète qui s'intéresse à chaque élève, à chaque professeur, qui encourage leur effort, qui inspire leurs élans généraux, qui console leurs peines, qui éveille en chacune d’elles un idéal vers lequel elles tendront de toutes leurs forces, ayant trouvé à leur vie un destin digne de leur espérance (...). C’est pourquoi je n’ai pas tardé à adresser l’hommage de notre admiration et de notre gratitude à celle qui est l’âme de cette maison (Mlle Kesseler), qui veille le bonheur des fillettes et des jeunes filles confiées à sa garde, qui est aussi l’esprit du lycée, l’esprit qui le conduit, la flamme qui l’éclaire »

Le 17 septembre 1952, Jeanne Kesseler met fin à ses fonctions et cède le poste de préfète à Mlle Tranchant . Jeanne Kesseler meurt le 23 juin 1977. 

## Ses actions
Tout au long de sa carrière, Jeanne a poussé les jeunes filles à poursuivre des études universitaires. Le lycée permet aux élèves d'apprendre des matières peu conventionnelles pour l'époque. Mlle Kesseler permet à plusieurs générations de jeunes filles de bénéficier d'un accès aux études supérieures.  
Le lycée a reçu l'éloge d'avoir contribué à la conception d'une tournure d'esprit qui "font d'elles (les élèves) des femmes ouvertes, intellectuelles, sensibles à toutes les joies simples de la vie quotidienne et doués d'un sens social actif et généreux".  

### Université
Jeanne Kesseler aide ses élèves à rentrer à l'université sans avoir à passer des examens d'entrée, notamment à l'Université libre de Bruxelles (ULB). C'est l'une des premières universités à  accepter les femmes dans son établissement. L'ULB occupe une place importante dans cette évolution pour la condition féminine, ce qui lui vaudra un rôle prépondérant dans l'histoire du féminisme. À l'époque, il était peu commun pour les femmes d'accéder aux études universitaires.  
L'université permet aux femmes d'exercer un métier habituellement réservé exclusivement au sexe masculin. En effet, l’accès au savoir des filles contrevenait à l’organisation de la société, basée sur le patriarcat. L'enseignement est un moyen de promotion sociale pour les femmes tant au niveau économique que politique. Cependant, ces jeunes femmes devront travailler doublement par rapport aux hommes pour obtenir le même diplôme.  

### Emancipation féminine
En Belgique, enseigner requiert pour les femmes un titre de licencié en sciences ou en philosophie et lettres, ainsi qu'une expérience d'un stage pédagogique dans une école secondaire.Dès 1830, la question de l'émancipation des femmes est sujet qui fait débat. Celui ci se concentre principalement sur l'accès à l'enseignement, à la formation d'élites capables de porter et de nourrir le mouvement revendicatif, ainsi que par ce biais permettre le recrutement de nouvelles militantes pour la cause féminine. 
Les féministes sont particulièrement sensibles à l'enseignement comme moyen de lutter pour l'égalité des sexes. L'enseignement pour ces féministes constitue un moyen d'ascension sociale dans lequel elles ont pu pénétrer grâce à l'instruction qui leur permet d'intégrer des sphères qui jusque là étaient réservées aux hommes. Tout comme Marie Popelin, Isala Van Diest ou Isabelle Gatti de Gamond, l'université a ouvert à ces femmes un accès à des fonctions dignes de leurs efforts fournis pour égaler les hommes.

### Honneurs
Elle est mentionnée dans un discours lors du 25e anniversaire du Lycée Emile Jacqmain.
"La Grande Dame" est commémorée dans un article du Le soir écrit par Alain Gérard en 1998.